# Kamila Chudzik
Kamila Chudzik (Kielce, 12 september 1986) is een Poolse atlete, die gespecialiseerd is in de meerkamp. Ze is meervoudig Pools kampioene in deze discipline. Ook nam ze eenmaal deel aan de Olympische Spelen, maar won bij die gelegenheid geen medaille.

## Biografie
In mei 2006 nam Chudzik deel aan haar eerste zevenkamp. Een maand later werd ze derde bij de Poolse kampioenschappen. In 2007 overschreed ze met 6034 punten voor de eerste maal de 6000 puntengrens en won hiermee een zilveren medaille bij de Poolse kampioenschappen achter haar landgenote Karolina Tyminska. In juli 2007 werd ze vierde bij de Europese kampioenschappen voor neo-senioren in Debrecen met een persoonlijk record van 6097 punten. In augustus 2007 eindigde ze bij de wereldkampioenschappen in Osaka op een teleurstellende 21e plaats met een puntentotaal van 5926.
In 2008 won Chudzik een gouden medaille bij de Poolse kampioenschappen zevenkamp. Later dat jaar maakte ze op 21-jarige leeftijd haar olympische debuut op de Olympische Spelen van Peking. Met 6157 punten eindigde ze hier bij de zevenkamp op een veertiende plaats. Deze wedstrijd werd gewonnen door de Oekraïense Natalja Dobrynska met een persoonlijk record van 6733 punten.
Haar grootste prestatie tot op heden leverde Kamila Chudzik bij de WK van 2009 in Berlijn met het winnen van een bronzen medaille op de zevenkamp. Met 6471 punten eindigde ze achter de Britse Jessica Ennis (goud; 6731) en de Duitse Jennifer Oeser (zilver; 6493). Eerder dat jaar moest ze bij de Europese indoorkampioenschappen in Turijn genoegen nemen met een elfde plaats. Op 2 september 2009 kreeg ze vanwege haar sportieve prestaties van de Poolse president Lech Kaczyński het Kruis van Verdienste uitgereikt.
Chudzik is aangesloten bij AZS AWFiS Gdańsk.

## Titels
- Pools kampioene zevenkamp - 2008, 2009
- Pools indoorkampioene vijfkamp - 2011

## Persoonlijke records
Outdoor
| Onderdeel    | Prestatie | Datum            | Plaats       |
| ------------ | --------- | ---------------- | ------------ |
| 200 m        | 24,33 s   | 15 augustus 2009 | Berlijn      |
| 800 m        | 2.17,41   | 7 juni 2008      | Zielona Góra |
| 100 m horden | 13,46 s   | 6 juni 2008      | Zielona Góra |
| hoogspringen | 1,81 m    | 9 juni 2007      | Torun        |
| verspringen  | 6,55 m    | 1 augustus 2009  | Bydgoszcz    |
| kogelstoten  | 15,10 m   | 15 augustus 2009 | Berlijn      |
| speerwerpen  | 55,15 m   | 7 juni 2008      | Zielona Góra |
| zevenkamp    | 6494 p    | 7 juni 2008      | Zielona Góra |

Indoor
| Onderdeel    | Prestatie | Datum            | Plaats |
| ------------ | --------- | ---------------- | ------ |
| 800 m        | 2.20,85   | 16 februari 2008 | Spała  |
| 60 m horden  | 8,43 s    | 6 maart 2009     | Turijn |
| hoogspringen | 1,71 m    | 6 maart 2009     | Turijn |
| verspringen  | 6,40 m    | 16 februari 2008 | Spała  |
| kogelstoten  | 15,28 m   | 16 februari 2008 | Spała  |
| vijfkamp     | 4537 p    | 16 februari 2008 | Spała  |

## Palmares

### vijfkamp
- 2009: 11e EK indoor - 4322 p
- 2011:  Poolse indoorkamp. - 4325 p

### zevenkamp
- 2006:  Poolse kamp.
- 2007:  Poolse kamp. - 6034 p
- 2007: 21e WK - 5926 p
- 2008:  Poolse kamp. - 6494 p
- 2008: 14e OS - 6157 p
- 2009:  Poolse kamp. - 6155 p
- 2009:  WK - 6471 p

## Onderscheidingen
- Pools Kruis van verdienste - 2009